# 久保哲朗
久保 哲朗（くぼ てつろう、1970年 - ）は、日本の統計ジャーナリスト。

## 概要
佐賀県生まれ。東京大学文学部卒業。大学進学とともに上京し、東京やブラジルで働いた後、長野県伊那市に移住。システムエンジニアとして働くかたわら、自分でサーバーを立ち上げて、さまざまな統計データを収集・分析しており、「都道府県別統計とランキングで見る県民性」などをはじめとした統計データやデータベースを駆使したWebサイトを複数運営している。
趣味は、登山やサイクリング、DIY。
愛読書は「日本のすがた」。

## 著書
- 統計から読み解く 47都道府県ランキング （日東書院本社、2018年5月） ISBN　9784528021877
- 小学館新書 47都道府県の偏差値 （小学館、2018年2月）　ISBN　9784098253173
- 統計から読み解く 47都道府県ランキング　消費・子供・スポーツ編 （日東書院本社、2020年7月）　ISBN　9784528022973
- 統計から読み解く 都道府県ランキング〈vol.1〉 （新建新聞社、2015年10月）　ISBN　9784865270419
- 統計から読み解く 都道府県ランキング〈vol.2〉消費・行動編 （新建新聞社、2017年1月）　ISBN　9784865270679
- ランキング図鑑シリーズ　日本なんでもランキング図鑑 （ミネルヴァ書房、2019年2月）　ISBN　9784623085590
- ランキング図鑑シリーズ　世界なんでもランキング図鑑 （ミネルヴァ書房、2019年2月）　ISBN　9784623085606